# Juangodoyíta
La juangodoyíta es un mineral de la clase de los minerales carbonatos y nitratos, aprobado como mineral en 2004. Fue descubierta en 1832 en la mina de plata de Chañarcillo, en la región de Atacama (Chile), siendo nombrada así por ser Juan Godoy su descubridor. Un sinónimo es su nombre en clave para la Asociación Mineralógica Internacional: IMA2004-036.

## Características químicas
Químicamente es un carbonato de sodio y de cobre, isoestructural con el material sintético de esta misma fórmula química.

## Formación y yacimientos
En la localidad en que se descubrió y en la mina de Santa Rosa (Iquique), único sitio del mundo donde se encuentra hasta ahora, aparece en rocas pseudomórficas de grano fino, con cristales de hasta 5 μm de diámetro, sobre pequeños listones de calconatronita y asociado a cristales de malaquita, calcita y anhidrita.